# 亀山法男
亀山 法男（かめやま のりお、1953年4月14日 - ）は、日本の作曲家、ピアニスト、歌手。

## 人物
長野県長野市出身。血液型はB型。国立音楽大学卒業後、NHK高校講座で音楽講師を15年歴任。
ソロとしてトークとピアノの弾き語りによる演目「亀山法男/昭和を歌うセンチメンタルコンサート」に出演するほか、妻・亀山勝子とコンビを組み「亀さん企画」として、自ら構成・演出を行い、夫妻で公演を行っている。
ライフワークは子どもの詩に付曲することで、多くの歌曲、合唱曲を書き続けており、その作品の数は1千曲を超える。
交友関係も広く、黒柳徹子、永六輔、伊奈かっぺいらとの共演も多い。

## 代表作品
- ザ・クラシック笑（ショー）!!
- 亀さんのおくりもの
- 亀山法男/昭和を歌うセンチメンタルコンサート

## アルバム
- 話し♪

## ラジオ出演
- TBSラジオ「土曜ワイドラジオTOKYO 永六輔その新世界」
- NHK高校講座[音楽Ⅰ]講師
- NHK｢サンデージョッキー」ほか

## テレビ出演
- CM「味の素」
- テレビ東京「レディス4」「大竹まことのただいま!PCランド」
- 日本テレビ「2×3が六輔」
- TBSテレビ「新伍のお待ちどおさま」

ほか